# Max-Reinhardt-Schule

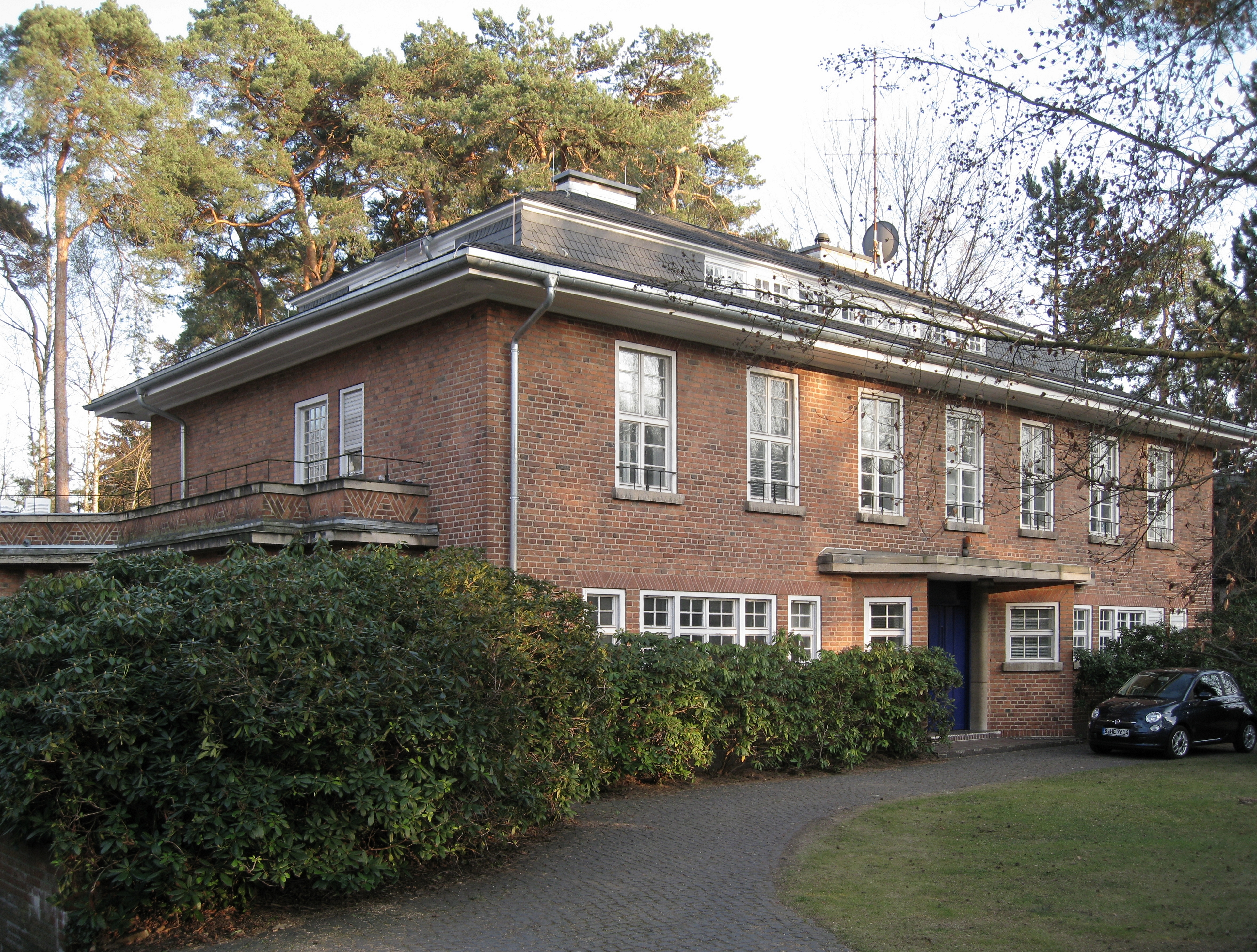
Skolbyggnaden.

Max-Reinhardt-Schule für Schauspiel var en skådespelarskola i Berlin, grundad 1951 av Hilde Körber. Den ingår sedan 1974 i Hochschule der Künste, sedan 2001 Universität der Künste.